# Уйгур, Дженк
Дженк Кадир Уйгур (англ. Cenk Kadir Uygur, произносится: /ˈdʒɛŋk ˈjuːɡər/; тур. Cenk Kadir Uygur, ˈdʒɛɲc ˈujɡur; род. 21 марта 1970, Стамбул, Турция) — американский обозреватель, политический комментатор, бизнесмен, активист. Является главным ведущим и сооснователем американской либерально-прогрессивной социально-политической программы, The Young Turks (TYT) а также сооснователем объединённой сети TYT Network.

## Биография
Уйгур родился в Турции, переехал в США с семьёй в возрасте восьми лет. Гражданин США. Его отец — бизнесмен-строитель, мать — бизнесвумен, производит тканевые украшения интерьера. Высшее образование в области менеджмента получил в Уортонской школе бизнеса. Защитил диссертацию по юриспруденции в Колумбийском университете. Доктор юридических наук. Работал юристом перед тем, как начать карьеру политического комментатора. В 2002 году вместе с другом, кинокритиком Беном Манкиевичем, основал компанию The Young Turks, в рамках которой ведёт аналитические программы по текущим событиям. В 2007 в компанию пришла работать Ана Каспарян, вскоре ставшая основной соведущей Уйгура. К началу 2010-х годов The Young Turks стала одной из крупнейших новостных и аналитических онлайн-программ в мире (в 2012 году ежедневный просмотр программ компании достиг полутора миллионов зрителей).

## Политические взгляды
По собственным словам Уйгура, он воспитывался в консервативной семье и окружении и в юности придерживался консервативных взглядов, критиковал феминизм, аборты и позитивную дискриминацию, однако в университете мировоззрение его стало меняться, и к началу 2000х он стал приверженцем прогрессивных взглядов. Является последовательным критиком внешней политики США на Ближнем Востоке. В 2003 году выступил против вторжения США в Ирак.
В 2012 году был подвергнут критике за Отрицание геноцида армян в своих публикациях 1991 и 1999 годов. Впоследствии несколько раз публично признал геноцид армян, объяснив свои прошлые взгляды незнанием фактов, о которых позже ему стало известно.
Является основателем движения Wolf PAC, выступающим за поправки в конституцию США с целью запретить крупным бизнесменам и корпорациям финансировать кандидатов на выборах всех уровней.